# Eldorado do Sul
Eldorado do Sul – miasto i gmina w Brazylii, w stanie Rio Grande do Sul. Znajduje się w mezoregionie Metropolitana de Porto Alegre i mikroregionie Porto Alegre. 

## Miasta partnerskie
- Eldorado, Argentyna